# Undertale
Undertale är ett indiespel inom genren datorrollspel som utvecklades av Toby Fox och släpptes den 15 september 2015 till Windows och OS X samt för Playstation 4 och Playstation Vita två år senare den 15 augusti. Det är inspirerat av olika spel, såsom Shin Megami Tensei, Final Fantasy, Mario & Luigi och Touhou Project.
Det har fått positiva recensioner och jämförts med datorspel från den fjärde generationens konsoler. Spelet finansierades på Kickstarter och hade ett mål på 5000 amerikanska dollar, men samlade istället ihop 51 124 från 2 398 personer.

## Handling
Spelet inleds med att ett barn, som spelaren får namnge, faller ned i underjorden där barnet hittas av en talande blomma vid namn Flowey. Flowey är till en början vänlig mot barnet, men försöker snabbt att döda detta innan Toriel, en vänlig getliknande varelse dyker upp och stoppar Flowey. Toriel lär spelaren hur spelet fungerar och tar hand om barnet som om barnet vore hennes eget. När barnet vill lämna Toriels hus försöker Toriel att stoppa barnet med motiveringen att Asgore, alla monsters kung, är ute efter en mänsklig själ. Spelaren lyckas till slut lämna Toriels hem och ger sig ut för att hitta hem.
Kort därefter stöter barnet på två skelett, Sans och Papyrus (namngivna efter typsnitten Comic Sans och Papyrus). Sans förklarar att Papyrus högsta dröm är att gå med i det kungliga gardet och om han lyckas fånga en människa kommer Undyne, gardets ledare, att låta honom göra det. Spelaren får gå igenom Papyrus fällor.
Efter att ha klarat av konfrontationen med Papyrus fortsätter barnet sitt äventyr genom underjorden och stöter på Undyne som försöker döda det, som också nämner att barnet är den sjunde och sista människan med en själ som krävs för att förstöra barriären och hämnas på människorna. Precis som med Papyrus så får spelaren välja mellan att lösa konfrontationen fredligt genom att fly eller med våld genom att döda henne. Flyr man kan man senare bli vänner. Efter detta träffar barnet på forskaren Dr. Alphys som har byggt underhållningsroboten Mettaton som innan programmerades för att döda barnet. Barnet och Alphys försöker stänga ner Mettaton, vilket misslyckas ett antal gånger. Till sist medverkar barnet i Mettatons TV-program där barnet antingen dödar Mettaton eller ger honom sitt livs bästa avsnitt, vilket låter barnet passera vidare till Asgores slott. Om man har hjälpt Mettaton så får hans batterier slut på energi, och Dr. Alphys kommer senare till spelaren och säger att även om barnets själ är viktig för barnet att ta sig ut så måste barnet också döda ett kraftfullt monster för att ta sig ut. Här får man reda på att anledningen till att Asgore vill ha en mänsklig själ är att kunna bryta barriären mellan människorna och monstrens värld och hämnas sin son Asriels död.
Om spelaren har dödat alla monster och bossar i sin väg så stöter denne på Sans som försöker stoppa barnets våldsamma framfart. Dödar spelaren även Sans aktiveras det så kallade ”Genocide-slutet” där en demon, som egentligen var den spelfigur man döpt i början av spelet (men kallas ”Chara”, troligtvis en förkortning av ordet ”Character”), vaknar till liv på grund av spelarens handlingar, och erkänner att barnet kontrollerade spelarens handlingar och orsakade allt som spelaren gjorde. Oavsett ifall spelaren har dödat alla monster på vägen eller inte kommer den att möta monsterkungen Asgore. Ifall spelaren dödat alla monster på vägen kommer Chara döda Asgore på ett slag via spelaren. Det slutar sedan med att spelaren och Chara förstör universumet som får spelet att stänga av. När man startar spelet igen så händer ingenting förrän några minuter där Chara kommer tillbaka och erbjuder att återställa världen i utbyte mot spelarens själ eftersom båda deras själar är ”beslutsamma”.
Om spelaren däremot inte dödat alla monster på vägen kommer Asgore vänligt hälsa på spelaren och berättar att han egentligen inte vill slåss, fast att han behöver göra så för att fria alla monster som är instängda i underjorden. Asgore låter sedan spelaren välja mellan att slåss på en gång eller att gå iväg och komma tillbaks senare ifall de inte vill slåss just då. När spelaren besegrar Asgore så får spelaren ett val mellan att döda honom och att låta honom leva. Låter man Asgore leva dyker Flowey upp och dödar honom ändå. Efter detta absorberar Flowey de mänskliga själar Asgore tidigare samlat på sig och förvandlas till ett stort monster med makt över tidslinjer som planerar att döda barnet om och om igen. Barnet kallar på hjälp från de andra mänskliga själarna inom Flowey som lämnar Flowey-monstret och ger barnet kraft att återställa Flowey till en blomma.
Oavsett om spelaren låter Flowey leva eller dö, lämnar barnet underjorden och blir uppringd av Sans som talar om vad som har hänt sedan barnet lämnade dem. Detta varierar lite baserat på vilka val man gjort i spelet.
Ifall man klarat spelet en gång med ett ”neutralt” slut så låser man upp möjligheten att få True Pacifist-slutet där man genom att bli vän med Dr. Alphys får tillgång till hennes hemliga laboratorium där det förklaras att Flowey skapades när Asriel (Asgore och Toriels son) återföddes i en blomma efter sin död. Dock blev han utan en själ i denna process, vilket ledde honom in på ondskans väg. I True Pacifist-slutet så stoppar Toriel Asgore från att attackera barnet samtidigt som alla monster barnet blivit vän med dyker upp. Detta visar sig ha varit en del av Floweys plan och när alla är samlade så absorberar Flowey alla monsters själar, samt Asgores samling av mänskliga själar. Detta förvandlar honom tillbaka till Asriel, som förvandlar sig till en demonliknande varelse och förbereder sig på att förgöra världen. Barnets själ är vid det här laget så stark att barnet inte kan dö och lyckas därför nätt och jämnt överleva Asriels attacker. Efter att ha räddat sina vänners själar lyckas barnet till sist komma i kontakt med Asriel och erbjuds att förlåta honom. Barnets namn är också sagt att egentligen vara Frisk, och att vad man nämnde sig i början egentligen är demonens namn (eller "Chara" enligt den vanliga tidslinjen) som dog med Asriel långt innan spelets början och var det första barnet som föll ner. Oavsett spelarens val så använder Asriel istället sin kraft till att förinta barriären.
Monstren och barnet lämnar underjorden för att leva tillsammans med människorna. Under eftertexterna visas hur monstrens liv ser ut efter att de fått återvända till ytan; Papyrus är i en röd sportbil och försöker hinna ikapp Sans som åker snabbare än honom i en liten cykel, Dr. Aphys och Undyne (tillsammans med andra monster) sitter vid stranden innan Undyne kommer närmare Alphys och kysser henne. Asgore och Toriel håller en skola tillsammans med Toriel som lärare. Eftertexterna visar också alla monsters framtid, beroende på hur spelaren har betett sig mot dem. Efter detta så dyker Asriel i sin demonform upp och sätter igång fler eftertexter som visar namnen av alla som hade hjälpt med Undertale genom Kickstarter. Alla dessa namn åker mot spelaren, och om träffad så blir den träffade texten gul. Om spelaren lyckas undvika alla eftertexter så låser man upp ett rum. Inuti rummet finns en hund och en dator, och det visas att hunden lyckades programmera spelet av misstag via röstöversättning med sitt skall. Hunden representerar skaparen Toby Fox och hans arbete med Undertale.
Om spelaren gjorde Genocide-slutet innan True Pacifist-slutet och väljer att inte stanna med Toriel så slutar spelet med en bild av Chara och Frisks vänner med röda kors över alla förutom Chara, istället för en bild av Frisk och Frisks vänner. Om spelaren väljer att stanna med Toriel så slutar det med samma filmsekvens som när du klarar True Pacifist innan Genocide, men slutar med att Frisks utseende liknar Charas.

## Utveckling
Den 20 januari 2016 släpptes en uppdatering av spelet, som utökade spelets innehåll till en viss grad.

## Deltarune
Den 31 oktober 2018 släppte Fox det första kapitlet av hans nya spel, Deltarune, till Windows och Macintosh som han för stunden fortfarande arbetade på och hade inte satt ett datum när resten av spelet skulle vara färdigt. Han klargjorde även att spelet inte är en uppföljare till Undertale.
Spelet följer människobarnet Kris och sin klasskompis monstret Susie när de kastas in en mystisk värld, där de måste bege sig på en resa till underjorden i hopp om att kunna återställa balansen mellan ljus och mörker för att förhindra att världen möter en säker undergång.

## Mottagande
| Mottagande                       | Mottagande  |
| -------------------------------- | ----------- |
| Siffror från den 26 januari 2016 |             |
| Samlingsbetyg                    |             |
| Tjänst                           | Betyg       |
| Gamerankings                     | 93,96% (PC) |
| Metacritic                       | 92/100 (PC) |
| Recensionsbetyg                  |             |
| Publikation                      | Betyg       |
| Destructoid                      | 10/10       |
| FZ                               | 4/5         |
| Game Informer                    | 9,5/10      |
| Gamereactor                      | 9/10        |
| PC Gamer US                      | 91/100      |

Undertale har fått mestadels positiva recensioner och betyg. Metacritics och Gamerankings samlade recensioner har ett medelvärde på drygt 92/100.
Tomas Veiden från Gamereactor berömde spelets stridssystem som ”skiljer detta från andra rollspel”, men tyckte att det var för lätt och att en del pussel var ointressanta, vilket Joakim Kilman på FZ.se höll med om. Destructoids Ben Davis gillade också stridssystemet samt spelets figurer och dess "kvicka humor".
Den 13 december 2015 korade Viktor Eriksson från Göteborgs-Posten spelet som årets bästa spel, följt av The Witcher 3: Wild Hunt och Metal Gear Solid V: The Phantom Pain på andra respektive tredje plats.